# Bodrogolaszi
Bodrogolaszi is een plaats (község) en gemeente in het Hongaarse comitaat Borsod-Abaúj-Zemplén. Bodrogolaszi telt 972 inwoners (2001).

## Foto's

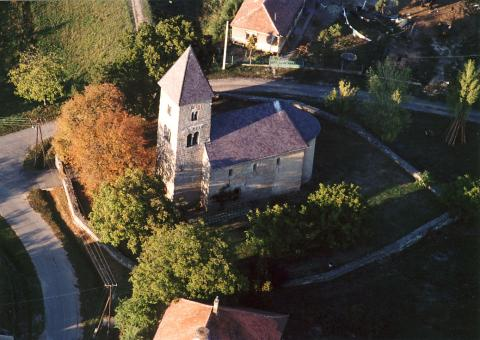
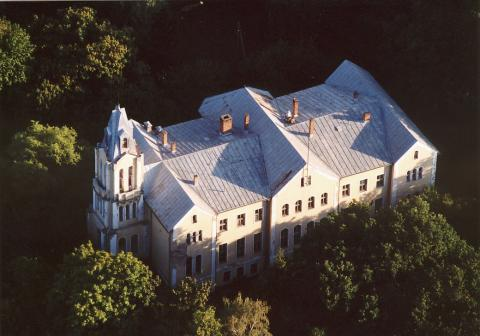
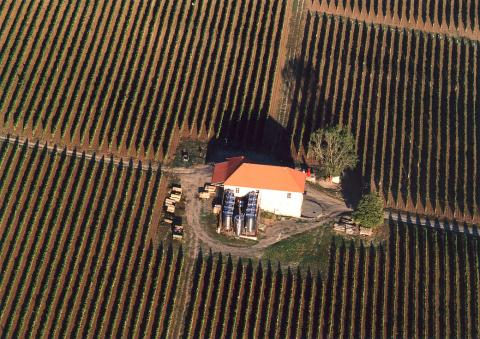